# (9616) 1993 FR3
(9616) 1993 FR3 est un astéroïde de la ceinture principale découvert en 1993.

## Description
(9616) 1993 FR3 a été découvert le 21 mars 1993 à l'observatoire Palomar, situé au nord de San Diego en Californie, par Eleanor Francis Helin.

### Caractéristiques orbitales
L'orbite de cet astéroïde est caractérisée par un demi-grand axe de 2,42 UA, un périhélie de 2,13 UA, une excentricité de 0,12 et une inclinaison de 5,74° par rapport à l'écliptique. Du fait de ces caractéristiques, à savoir un demi-grand axe compris entre 2 et 3,2 UA et un périhélie supérieur à 1,666 UA, il est classé, selon la JPL Small-Body Database, comme objet de la ceinture principale.

### Caractéristiques physiques
(9616) 1993 FR3 a une magnitude absolue (H) de 14,3 et un albédo estimé à 0,120.